# 雪玉

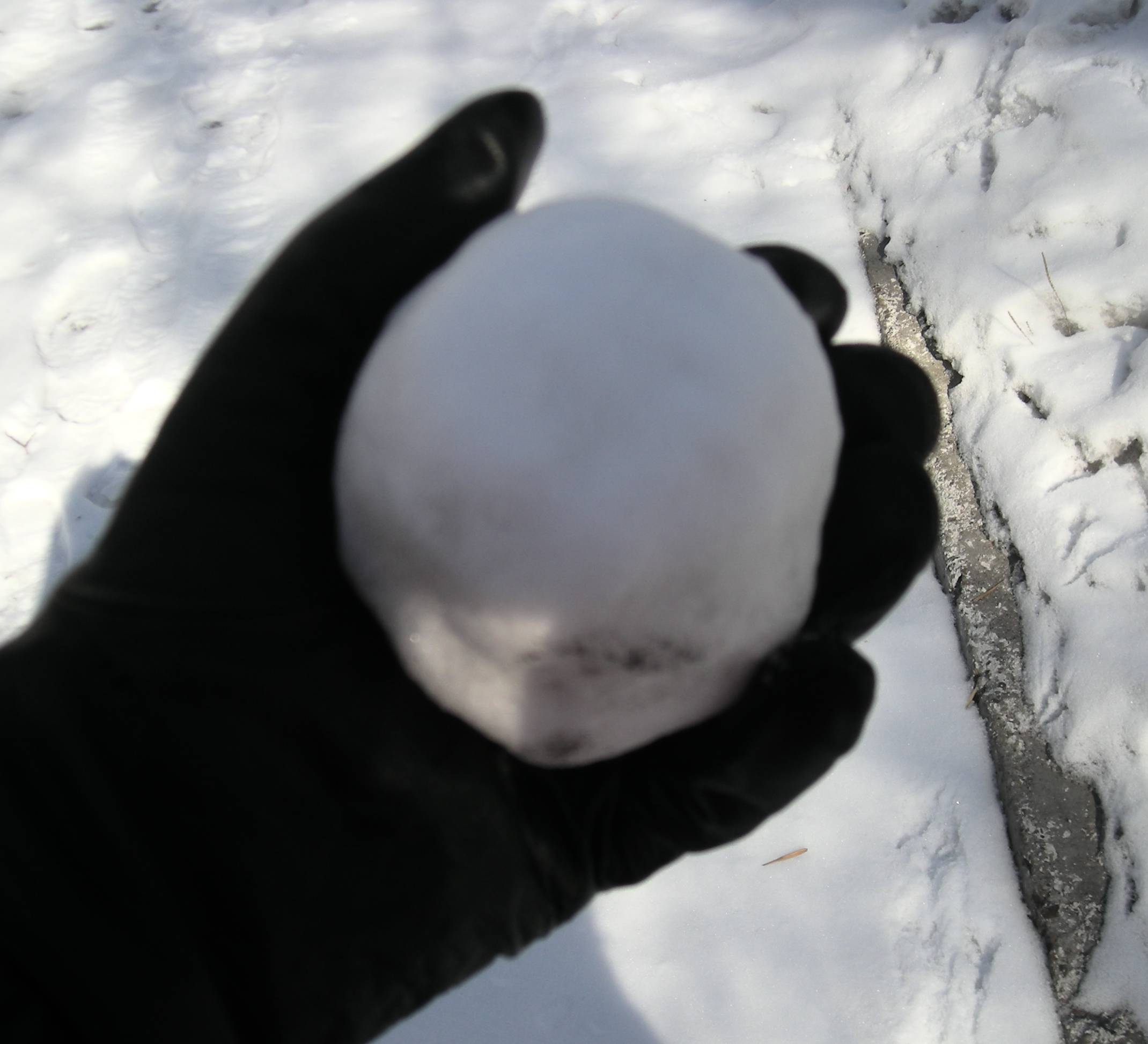
雪玉

雪玉（ゆきだま）は、雪で作られた球状の物体であり、通常は手で雪を掬って、ほぼ拳大に固めて作る。しばしば、雪合戦等のゲームのために作られる。また、異なる大きさの雪玉を組み合わせて、雪だるまが作られる。雪を固める際に手でかける圧力が仕上がりにとって重要である。弱い圧で握ると軽くて柔らかい雪玉になり、湿った雪を使うか強い圧で握るとアイスボールとも呼ばれる固い雪玉になる。

## 概要
雪が覆った面上で小さな雪玉を転がしてより大きな雪玉にすることもできる。「雪玉効果」と言う言葉は、このプロセスから来たものである。雪だるまのパーツもしばしばこの方法で作られる。
雪玉を作ることのできない温度と湿度の範囲も存在する。粉雪の場合も雪玉を作るのが難しい。温度が0℃以下で雪にほとんど水が含まれていない場合、もろい雪玉になる。0℃かそれ以上で、雪に融解水が混ざる場合、より接着が良くなる。雪の上を歩いた時に軋んだ音がすれば、雪が乾いていることを意味するので、雪玉を作るには良い条件ではない。

## 雪まくり
特定の稀な状況下では、雪まくりという現象が起こり、自然に大きな雪玉が形成される。その条件は、
- 雪が地面にくっつかないように氷の層が上部にあること。
- いくらか湿った氷と融点に近い緩い雪であること。
- これらを押すのに十分な強さだが強すぎない風が吹いていること。または風ではなく雪の重みで転がりやすい地形であること。

これらの条件は適切な場所、適切な時間で起こるため、現象であるとみなされている。

## 浜辺の雪玉
特殊な状況下では、氷盤の上の波の動きが雪玉を作ることがある。

## 文化
バーバラ・スレイが1969年に著した子供向けファンタジー小説The Snowballは、子供に変身した雪玉が主人公であった。

## ギャラリー

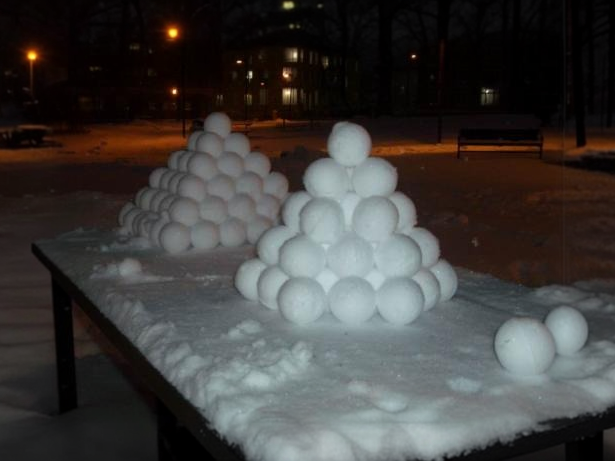
大量の雪玉
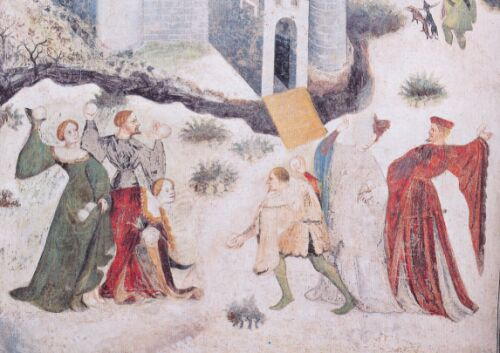
中世イタリアの雪合戦の図
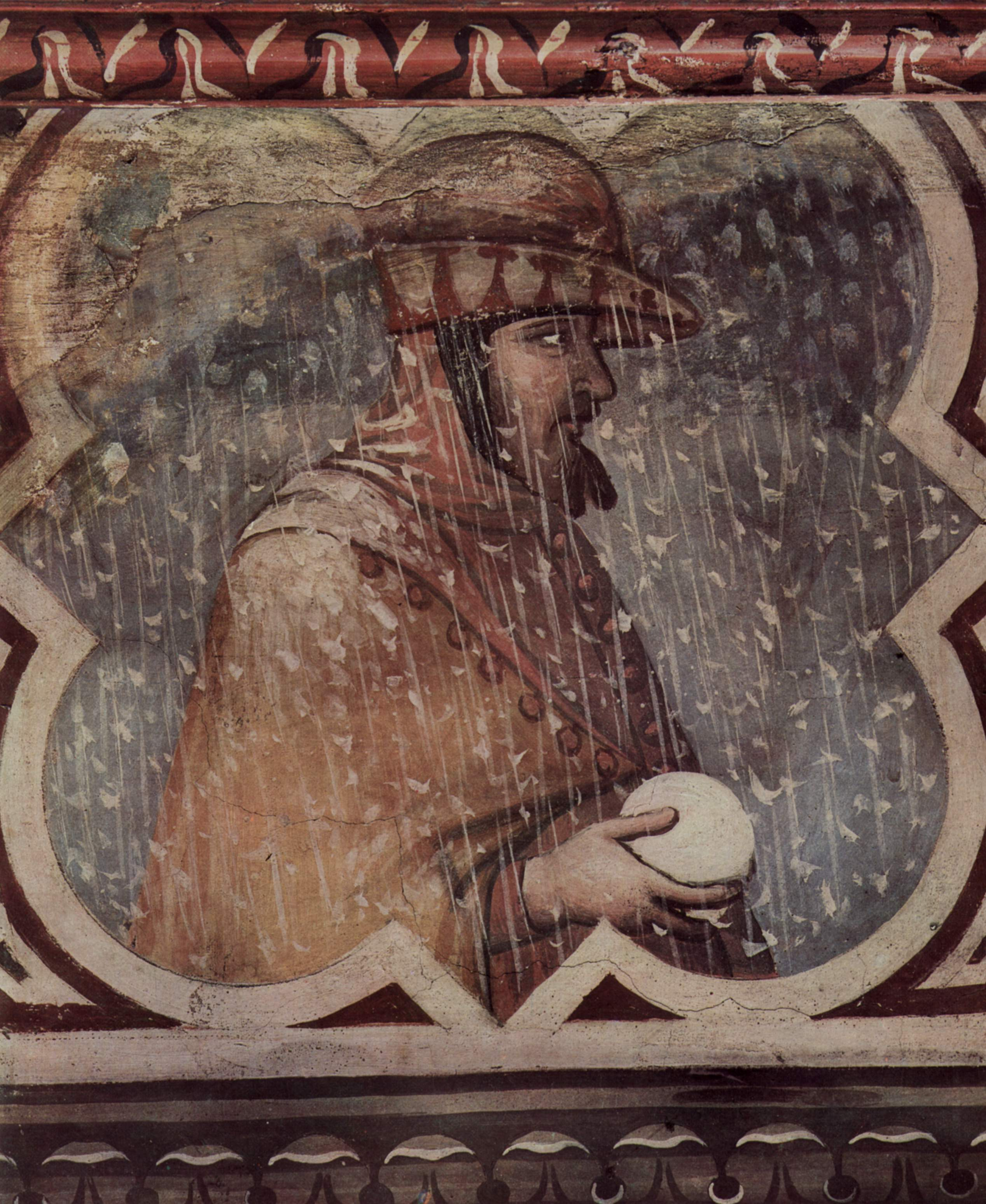
アンブロージョ・ロレンツェッティの絵画Winter
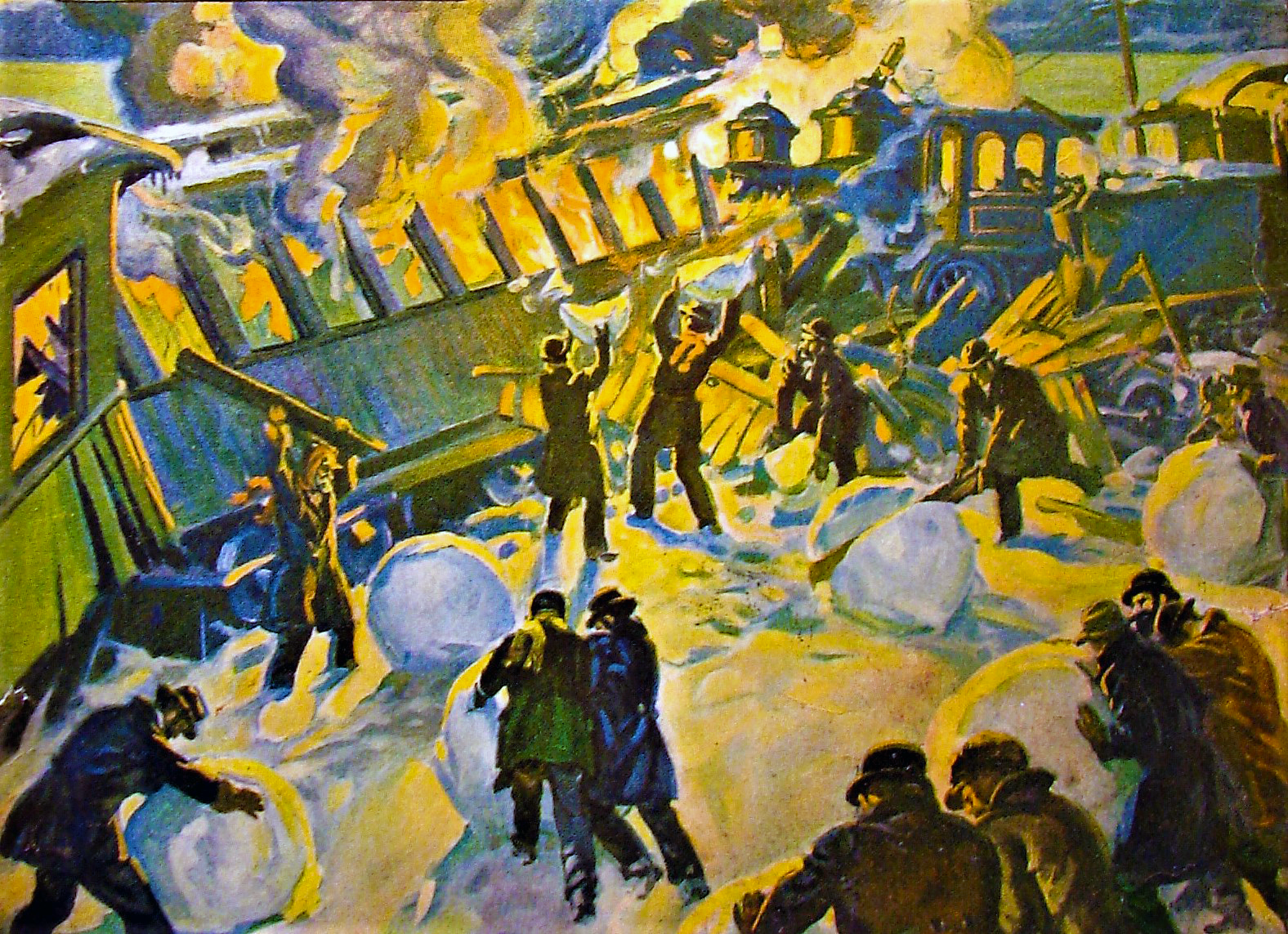
1882年スパイテン・ダイヴィル列車事故での雪玉による消火作業

| - 大量の雪玉 - 中世イタリアの雪合戦の図 - アンブロージョ・ロレンツェッティの絵画Winter - 1882年スパイテン・ダイヴィル列車事故での雪玉による消火作業 |